# Інвектива
Інвекти́ва (від лат. invectiva (oratio)), своєю чергою походить від (лат. invehor — накидаюся, нападаю) — форма літературного твору, одна з форм памфлету, що висміює або гостро критикує реальну чи уявну особу або групу.
Інвектива в античні часи відрізнялася різкістю викриття, її можна розглядати, як різновид публіцистичного жанру в близькій до памфлету формі. Одним з найвідоміших прикладів є взаємні інвективи, що приписуються Гаю Саллюстію Криспу і Маркові Туллію Цицерону (Invectiva in Ciceronem) та (Invectiva in Sallustium).
Серед інших авторів, що зверталися до інвективи, можна назвати Архілоха, Саллуса, Ювенала, Луцілія.
Інвектива відрізняється від епіграми необов'язковістю віршованої форми та відсутністю розважального гумористичного аспекту, зазвичай притаманного епіграмі, проте має спільне з нею сатиричне забарвлення.
В Україні інвектива набула розвитку в період полемічної літератури (Герасим Смотрицький, Іван Вишенський тощо), досить актуальною вона виявилась і в XIX ст. (Т. Шевченко, М. Старицький та ін.), і у XX ст. (І. Франко, В. Самійленко, П. Тичина, М. Рильський, Є. Маланюк, В. Симоненко тощо).

## Інвективи у Біблії
Оскільки інвектива — це мовленнєвий акт, то ми можемо розглядати її в аспекті міжособистісного спілкування, починаючи з біблійних текстів.
Інвективи в Біблії мають здебільшого полемічний характер. Оскільки, зазвичай, інвектива промовляється між ворогами та опонентами, то вона відповідає «лайливим чварам». Інвективи можуть бути демонстративними, тоді в них уміщуються «уїдливі докори».
Інвективи в Біблії прості за формою, недосконалі за будовою, але в їхній зміст вкладено всю переконливість і ґрунтовність. Вони не несуть повчального характеру, не мають елементів переконання, не містять загрози.
Про інвективи в «Книзі Йова» можна говорити як про такі, що передували створенню інвективи як жанру. Це був ораторський монолог-інвектива, а не викривальна промова, яку ми спостерігаємо в полемічній літературі.

## Приклад
Прикладом використання інвективи в українській літературі є вірш «І мертвим, і живим...» Т. Шевченка
...

Оглухли, не чують...

Кайданами міняються,

Правдою торгують,

І Господа зневажають —

Людей запрягають

В тяжкі ярма, оруть лихо,

Лихом засівають...